# خانه گله‌داری
 خانه گله‌داری واقع در شهر بندرعباس یکی از نقاط دیدنی استان هرمزگان در جنوب ایران است.
این بنا مربوط به اواخر دوره قاجاریه و اوایل دورهٔ پهلوی می‌باشد و مالک آن شخصی به نام حمزه گله داری بوده است.
این بنا در دو طبقه ساخته شده‌است که طبقه پایینی آن فاقد ارزش معماری است.